# Chamaedorea angustisecta
Chamaedorea angustisecta är en enhjärtbladig växtart som beskrevs av Karl Ewald Maximilian Burret. Chamaedorea angustisecta ingår i släktet Chamaedorea och familjen Arecaceae. Inga underarter finns listade i Catalogue of Life.